# Гаплогруппа N (Y-ДНК)
О других значениях N1 значения см. N-1

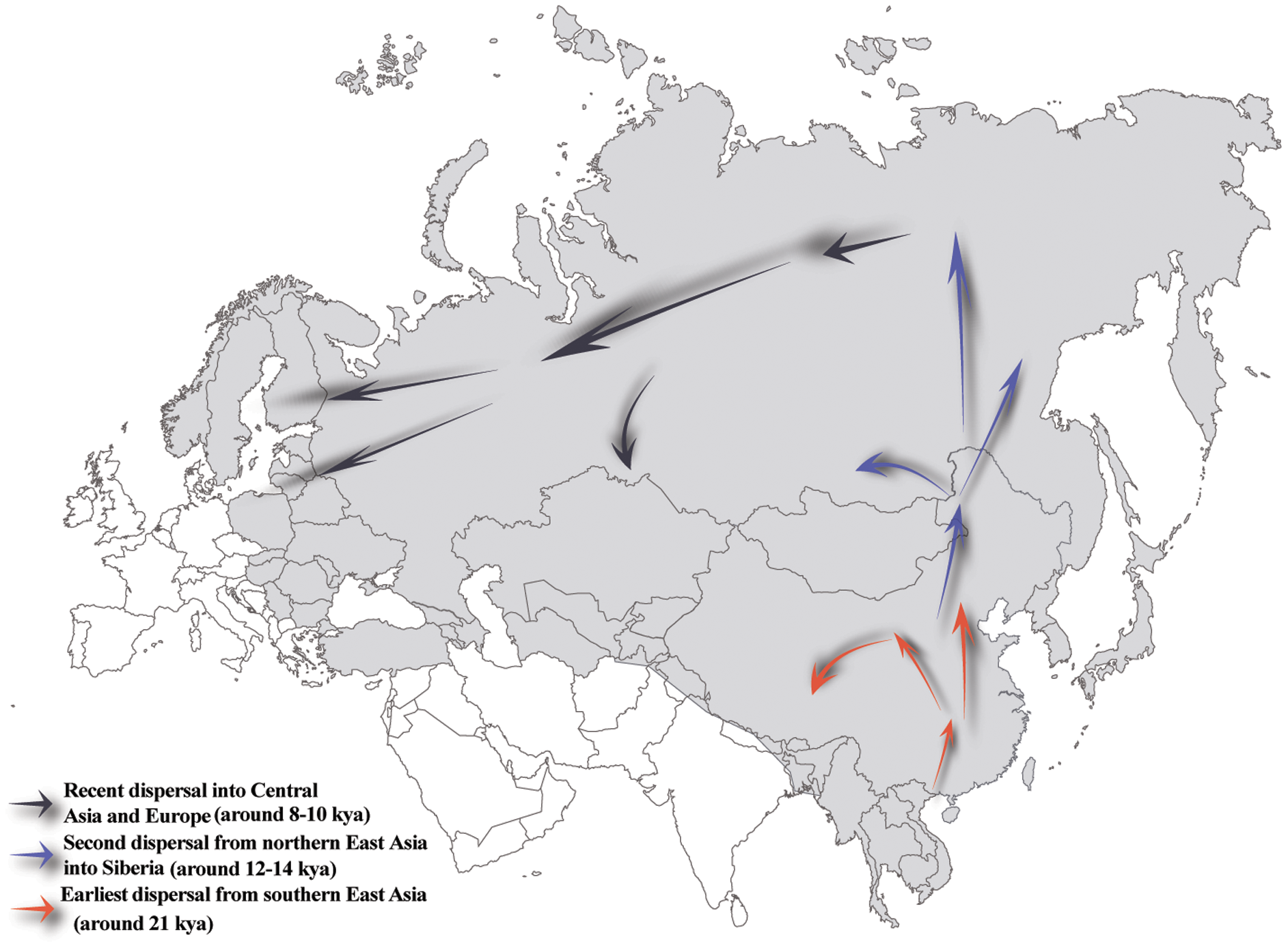
Распространение Y-хромосомной гаплогруппы N из Юго-Восточной Азии в Европу

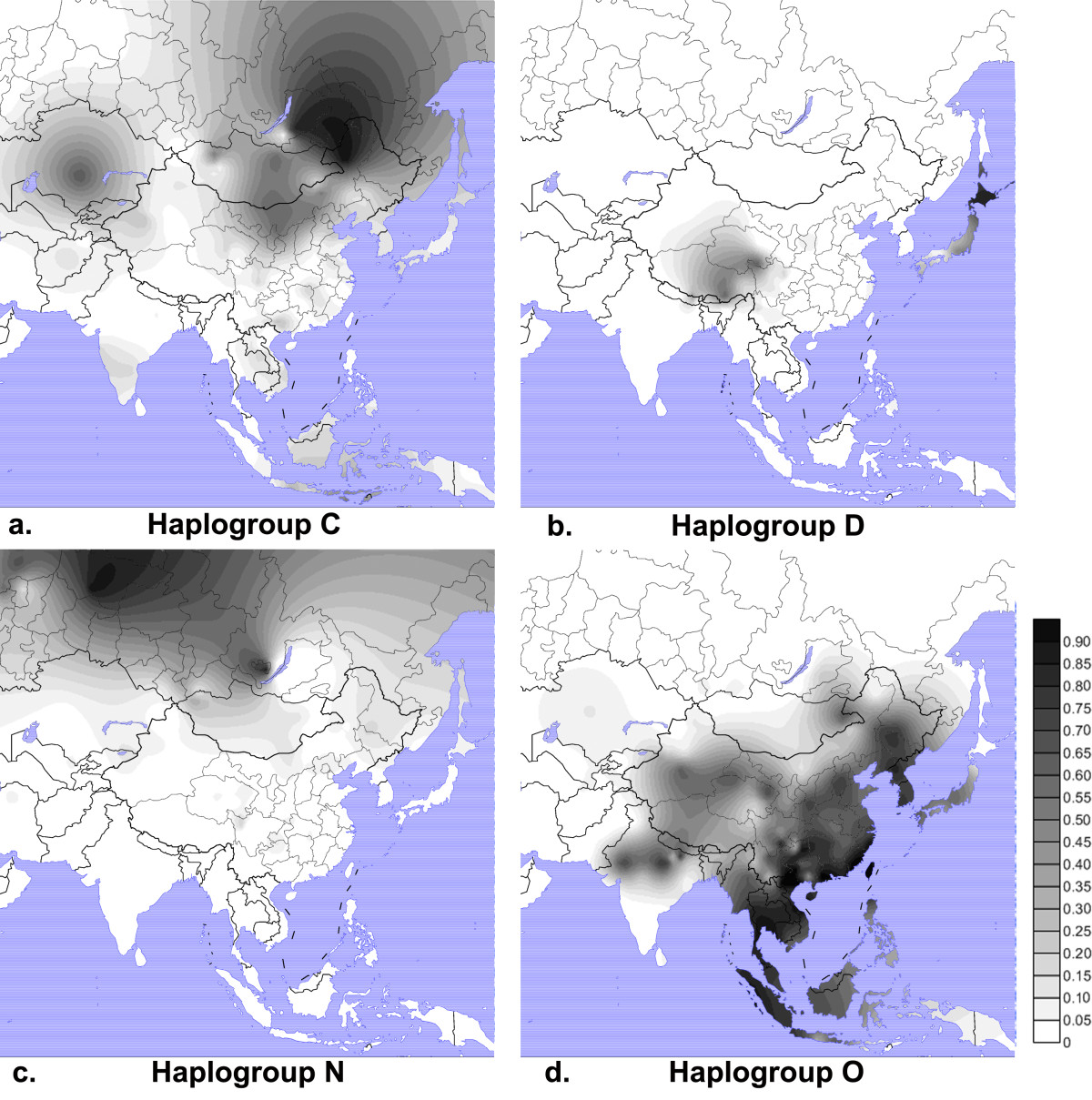
Географическое распределение Y-хромосомных гаплогрупп C, D, N и O в Восточной Азии

Гаплогруппа N — гаплогруппа Y-хромосомы человека, отмеченная мутацией в ОНП маркере M231.
Чаще всего встречается у мужчин, происходящих из Северной Евразии. Также наблюдается с меньшей частотой у популяций, обитающих в других регионах, включая части Балкан, Центральной Азии, Восточной Азии и Юго-Восточной Азии.

## Определение
Гаплотип N Y-хромосомы родительской линии определяется мутацией в ОНП маркере M231. Мутация b2/b3 в области AZFc Y-хромосомы также типична для N-гаплогруппы. Однако эта мутация возникала независимо четыре раза, и поэтому ее не следует рассматривать как уникальную характеристику линии гаплогруппы.

## Происхождение
Гаплогруппа N происходит от гаплогруппы NO. Она считается относительно молодой и распространилась на север Евразии со времен последнего ледникового периода. Мужчины, несущие маркер, по-видимому, двинулись на север из-за потепления климата в течение голоцена. Отсутствие N-гаплогруппы у американских индейцев говорит о том, что распространение ее носителей в северо-восточную Азию произошло после появления Берингова пролива. Считается, что гаплогруппа зародилась в Юго-Восточной Азии 15-20 тысяч лет назад, а затем распространилась против часовой стрелки из Монголии и северного Китая в северо-восточную Европу. Субклад N1a1 (N-M46/TAT) появился примерно 12-8 тысяч лет назад.

## Распространение
Эта гаплогруппа встречается в Центральной, Северной Европе и повсеместно в европейской и азиатской частях России. Преобладающими носителями данной гаплогруппы являются — якуты (94 %), нганасаны (92 %), тофалары (82 %), энцы (78 %), чукчи (76 %), ненцы (74 %), финны (68 %), хакасы (63 %), удмурты (56 %), манси (57 %), буряты России (48 %, у восточных бурят — 78 %), балты (46 %), тувинцы (43 %), коми (35,1 %). В Казахстане N1a1a-M178 с высокой частотой встречается у родов уак — 64 %, сиргели — 65,6 %, жалайыры (клан сырманак) — 46 %.
Гаплогруппа N является потомком субклады NO1-M214 гаплогруппы NO (F549/M2335/S22380/V4208). Появилась ок. 36 800 лет назад, последний общий предок современных носителей гаплогруппы N жил 22 100 лет назад. Хотя современное распространение группы N максимально вокруг Балтийского моря и в северной Азии, нахождение древнейших её субклад N* в горах южного Китая (провинция Юньнань) может говорить о появлении мутации M231 именно в том регионе. Гаплогруппа N* (N x M128, P43, TA1) спорадически встречается в Сибири (в основном у коренного населения Южной Сибири). Максимальная частота этой гаплогруппы наблюдается в популяциях Юго-Восточной Азии. По-видимому, линия N* обозначает маршрут миграции палеолитических мигрантов из Юго-Восточной Азии на север, где в свою очередь произошли мутации, определяющие её производные, нижестоящие линии N2 и N1. N2-Y6503 и N1-Z4762 разделились около 22 тыс. лет назад.
Подавляющее большинство современных представителей этой группы относятся к ветви N1, наиболее вероятное место появления которой — регион Алтая, Саяны, Прибайкалья, южной Сибири, Монголии или северного Китая, а время — между 15 000 и 10 000 л. н. Ветвь N1-Z4762 разделилась на субклады N1a-L729 и N1b-F2905 17 900 тыс. лет назад.
По данным эстонских популяционных генетиков субклад N1a2-F1008/L666 разошёлся с ветвью N1a1-M231 около 14 000 лет назад.
Ветвь N1a2b-P43 ранее обозначалась N1c2b и N1b. Субклад N1a2b2a2-VL67 из ветви N1a2b-P43 распространён на Алтае, а также рассеян во всем ареале тюркских народов, вплоть до Турции и Азербайджана. Субклад N1a2b2-Y3195 характерен для коми, удмуртов и в меньшей степени — для татар и марийцев. Там же и южнее распространён субклад N1a1a1a2-B211/Y9022. Ареал субклада N1a1a1a1a-L1026 смещён к западу и у коренных народов Урала встречается очень редко. Субклад N1a2a-M128 (ранее N1a) распространён с низкой частотой среди маньчжуров, японцев, сибо, маньчжурских эвенков, корейцев, северных хань, буи, восточных казахов и некоторых других тюркских народов Средней Азии. Возраст N1a2a-M128 — менее 9000 лет.
Считается, что впервые в Европу она была принесена через Евразию большой миграцией лесных сибирских народов на запад, последняя фаза которой — расселение по Уралу и далее с него по Поволжью и северо-восточной Европе (Русский Север, Финляндия, Прибалтика) — ассоциируется с распространением в этом регионе уральских языков. В Поволжье преобладает субклад N1a1a1a2-B211/Y9022, разошедшийся с европейским субкладом N1a1a1a1a-L1026 около 7500 л. н. На втором месте в Поволжье находится субклад N1a2b-P43 (ранее N1b). Субклад N1a1a1a1a1a1a1-L1025 сформировался уже в юго-восточной части Балтики около 3000 лет назад и сегодня в значительной степени маркирует именно балтские миграции. N1b-F2930 распространена в Китае, Тибете, Японии, Вьетнаме, Индии (телугу), Белоруссии. N2а-P189.2 распространена в Сербии, Хорватии, Боснии и Герцеговине, Словакии. Общий предок во всех этих странах — менее 1000 лет.

## Семейное дерево
Семейное древо гаплогруппы N на основе знаний 2015—2016 годов.
- NO-M214
  - N-M231 Гаплогруппа N, «Niilo»
    - N1a-P189.2/N5-B482/-
    - -/N1’4-B481/-
      - -/N4-F2930/N2-F2930
        - -/N4a-CTS39/N2b-F2569 [ISOGG N1b-L732 is a subclade]
        - -/N4b-B486/N2a-F830

      - N1c-L729/N1’2’3-L729/N1-F1206
        - N1c1-M46/N3-Tat/N1b-M46 [formerly N3-Tat/M46 or N1c-Tat/M46] 14000-6000 лет[18]
          - N1c1a-M178/-/- 10000-8000 лет
            - -/-/N1b1a-F3331
              - -/N3c-B496/-
              - -/N3a’b-B508/-
                - -/N3b-B187/-
                - N1c1a1-L708/N3a-L708/N1b1a1-F4325
                  - -/N3a1-B211/-
                  - -/N3a2’6-M2110/-
                    - -/N3a2-M2118/-
                    - N1c1a1a-L1026/N3a3’6-CTS6967/-
                      - -/N3a3-CTS10760-
                        - N1c1a1a1-VL29/N3a3a’b-VL29/-
                        - -/N3a3c-F4134/-

                      - N1c1a1a2-Z1936/N3a4-Z1936/-
                      - -/N3a5-B197/-
                        - -/N3a5a-F4205/N1b1a1a-F3271
                        - -/N3a5b-B202/-[19]

                      - -/N3a6-B479/-

        - N1c2-F1008/-/N1a-F3163
          - -/-N1a1-F1154
            - N1c2a-M128/N1-M128/N1a1a1-M128 [formerly N1-M128 or N1a-M128]

          - N1c2b-P43/N2a-P43/N1a2-P43 [formerly N2-P43 or N1b-P43] 8000-6000 лет назад
            - -/N2a1-B523/-
            - -/N2a2-B520/-

## Основные субклады

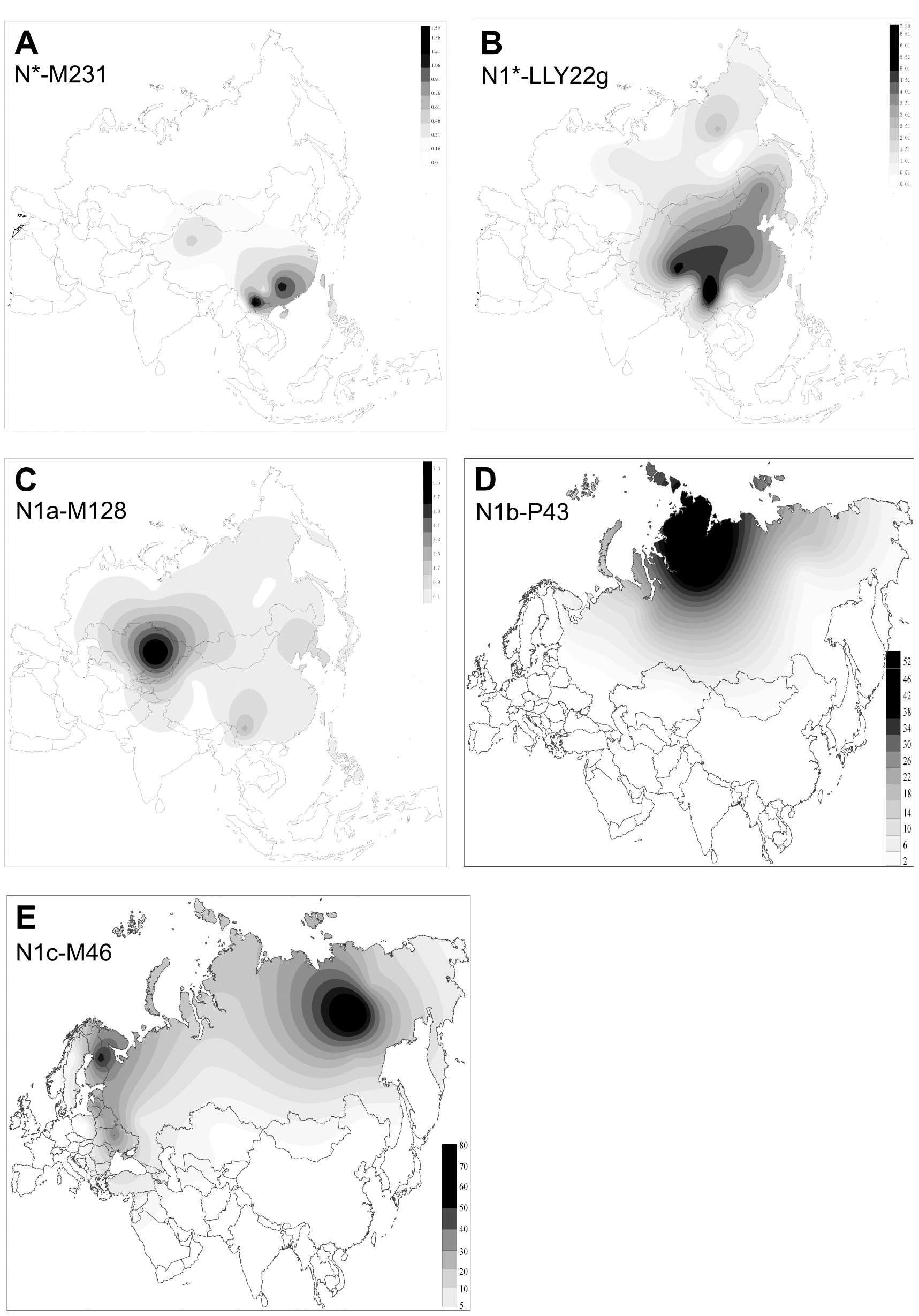
Прогнозируемое распределение субкладов гаплогруппы N (A) N*-M231, (B) N1*-LLY22g, (C) N1a-M128, (D) N1b-P43, (E) N1c-M46.

### N1a2a (M128)
Встречается у жителей Средней и Юго-Восточной Азии.
Прежние обозначения: N1 (до 2008 года); N1a

### N1a2b (P43)
Встречается у уральских и тюркских народов.
Прежние обозначения: N2 (до 2008 года); N1b; N1c2b

### N1a1a (N-M46/TAT)
Является крупнейшим субкладом N1a-F1206/M2013/S11466 гаплогруппы N1-CTS3750/M2183/V2831 мегагаплогруппы N-M231. По количеству носителей этот субклад в несколько раз превосходит всю остальную гаплогруппу N. Встречается у чукчей, якутов, бурят, финно-угорских народов.
Прежние обозначения: N3 (до 2008 года); N1c1 (до 2017 года).

### N* (M231)
Содержит мутацию M231, определяющую гаплогруппу N-M231, но не имеет мутаций CTS11499, L735, M2291, определяющих гаплогруппу N1, считается принадлежащим к парагруппе N-M231*. Редко встречается в Китае.

### N1 (CTS11499, Z4762, CTS3750)
В 2014 году в определении субклада N1 произошли серьезные изменения, когда LLY22g был исключен из качества основного определяющего SNP для N1 из-за сообщений о ненадежности LLY22g. Согласно ISOGG, LLY22g является проблематичным, поскольку является «палиндромным маркером и его легко неправильно интерпретировать». С тех пор название N1 стало применяться к кладе, отмеченной большим количеством SNP, включая CTS11499, Z4762 и CTS3750. N1 является самым недавним общим предком всех существующих членов гаплогруппы N-M231, за исключением членов редкого субклада N2-Y6503 (N2-B482).

## Палеогенетика
- N1-M231(xN1a-M128, xN1c-Tat) была основной у культуры Хуншань (6500—5000 л. н.) и более поздних культур этого же региона, а также 3000 л. н. появляется N1c-Tat[23][24]
- У представителя ботайской культуры BOT15 (5200 л. н.) определили гаплогруппу N-M231 (N2a-P189.2*[25])
- N1a1a1a1-CTS6967*[26], предковую для N1a1a1a1a-L392/L1026, определили у образца kra001 (2295—2140 лет до н. э.), из Красноярского края (LN/EBA), самый ранний зарегистрированный образец гаплогруппы N1a1a1a1a-L392, базальный к N1a1a1a1a1a-VL29 и N1a1a1a1a2-Z1936[27]
- N1b2-Z4762>F2905>CTS12473* определили у представителя культуры Луншань PLTM311 (2201—2024 лет до н. э., Пинлянтай, Хуайян, Хэнань, Китай)[28]
- N1a1a1a1a-L392 или N3a3′5 у образца OLS10 (Kunda, Lääne-Viru) из железного века Эстонии (EstIA) датируется 770—430 гг. до нашей эры, у двух других образцов EstIA определён субклад N3a3a[29]
- N1a обнаружен у обитателя свайной постройки № 1 со стоянки Сертея II (жижицкая археологическая культура позднего неолита, 4300 лет назад) и у представителя культуры псковских длинных курганов из кургана с трупосожжением в возможном кривичском[30] захоронении могильника «Девичьи горы» у озера Сенница (1200 лет назад)[31]
- N1a1a1a1a1-Y4341-Y4339∗ обнаружен у образца 84001 (cemetery 1, Nunnan) из Сигтуны (X—XII века)[32][33]
- N1a2b-P43 имели два из трёх протестированных представителей пазырыкской культуры
- N1b1 определена у неолитчика M54a из местонахождения Houtaomuga на реке Сунгари в провинции Гирин[34]
- N1b1:F4201 (~N-F2905) обнаружен у образца XJS1309_M4 из Сяоцзиншаня (Xiaojingshan) и у образца BS из Бошаня (Boshan)[35]
- N1a1-F4205 определили у венгров эпохи завоевания Паннонии[36]
- N1a1-M46>L1026 (по NevGen) и N1a2-CTS6380 (по NGS) или N1a2-CTS6380>N1a2b2a2-VL67 (по NevGen) определили у двух мужчин из Рубленого города в Ярославле (массовое захоронение № 76, 1238 год)[37]

## Известные представители гаплогруппы N
- Рюриковичи[38][39][40]
- Гедиминовичи-Ягеллоны[40][41]
- Литовские князья Гедройцы
- Татарские князья Кугушевы[42]
- Татарские князья Каринские[42]
- Князья Воронецкие
- Династия Бакинских ханов[43]
- Династия Чжоу[44]